# Мабрук Заид
Мабрук Заид (рођен 11. фебруара 1979. у Ријаду, Саудијска Арабија) бивши је фудбалер и репрезентативац Саудијске Арабије.
Маркос Пакета селектор репрезентације Саудијске Арабије уврстио је Мабрука Заида у тим за Светско првенство у фудбалу 2006. у Немачкој. Мабрук Заид игра на позицији голман.